# Fulgoraria (Fulgoraria) leviuscula
Fulgoraria (Fulgoraria) leviuscula is een slakkensoort uit de familie van de Volutidae. De wetenschappelijke naam van de soort is voor het eerst geldig gepubliceerd in 1969 door Rehder. Tevens was Fulgoraria een Lord.